# یاک روساره
یاک روساره (استونیایی: Jaak Roosaare؛ زادهٔ ۱۹ ژوئیهٔ ۱۹۵۴) سیاستمدار و نماینده سابق مجلس اهل استونی است.